# Micrurus medemi
Micrurus medemi es una especie de serpientes de la familia de Elapidae.

## Descripción y distribución
Es una serpiente venenosa endémica del departamento del Meta en Colombia.

## Etimología
Esta especie lleva el nombre en honor de Federico Medem.